# Cevedale II
Il Cevedale II (in tedesco Hintere Zufallspitze a volte chiamato anche Südliche Zufallspitze) è una montagna delle Alpi alta 3 757 m s.l.m., del gruppo Ortles-Cevedale, nelle Alpi Retiche meridionali, posta al confine tra Lombardia (SO) e Trentino-Alto Adige (BZ e TN). 
È la quarta vetta più alta del Trentino-Alto Adige (dopo l'Ortles, il Gran Zebrù ed il Monte Cevedale).
La vetta si trova poco a nordest del Monte Cevedale, 200 metri più a nord si trova la Vordere Zufallspitze (m. 3700) situata in provincia di Bolzano. Entrambe sono comprese nel Parco nazionale dello Stelvio. 

## Ascensioni
La montagna può essere salita partendo dal Rifugio Larcher. La via normale è quotata PD.